# Онсон (концлагерь)
Онсон (кор. 온성 제12호 관리소, Кваллисо №12) — северокорейский концентрационный лагерь в Чанпьоне, уезд Онсон, Хамгён-Пукто, КНДР. 
Количество заключённых в лагере приблизительно составляло 15 000 человек.

## Информация
О данном лагере очень мало информации. Неизвестно его строение, характер жизни заключённых и т.д. За всё время из местности близ лагеря бежало два человека (Ан Мён Чоль, охранник, и Мун Хён Иль, живший неподалёку от лагеря), от которых были получены сведения о восстании заключённых в мае 1987 года.

### Восстание заключённых
Согласно сведениям перебежчиков, бунт начался, когда один из политических заключённых в лагере убил охранника в знак протеста против того, как охранник обращался с другим заключённым; затем к нему присоединились 200 других заключённых, которые одолели другого охранника. В разгар бунта около 5000 заключённых открыто восстали. 
Бунт не продлился долго, ибо получив подкрепление из другого лагеря, охранники открыли огонь по бунтовщикам из пулемётов. Сообщения о количестве погибших разнятся; перебежчики утверждают, что все бунтовщики были казнены, в то время как третий перебежчик, ранее работавший в северокорейских спецслужбах, рассказывает, что ему сообщили о казни только трети из них.

### Закрытие
Лагерь был закрыт через два года после бунта, в 1989 году, по официальной версии из-за близости к границе с Китаем. Все заключённые переведены в лагерь Хёрон.